# Концерт Бетховена
«Концерт Бетховена» — советский детский художественный фильм.

## Сюжет
Главные герои кинокартины — два музыкально одарённых мальчика-подростка Янка Малевич и Владик Корсак из Белоруссии. Отец Янки, музыкальный педагог, учит их обоих игре на скрипке и готовит к Всесоюзному музыкальному конкурсу, который должен проходить в Москве. Как-то мальчики заигрались в "Чапая", и по вине Владика Янка повредил себе руку. Профессор, рассердившись на Владика, прекратил с ним занятия. Но друзья не сдаются перед обстоятельствами и начинают заниматься вдвоём тайком от взрослых - Янка пересказывает другу содержание его занятий с отцом. Владик сочиняет каденцию к конкурсному концерту Бетховена, а Янка, не обращая внимание на боль, продолжает играть на скрипке. Потом ребята вместе едут на конкурс, и тут происходит непредвиденное: Владик не справляется с волнением перед отборочной комиссией и проваливает прослушивание. Но его друг Янка, допущенный на конкурс, с помощью отца подготавливает и исполняет произведение, сочинённое Владиком, и играет так удачно, что становится исполнителем-лауреатом, а Владик, автор музыки, — композитором-лауреатом. Так юные пионеры своим упорством и дружбой побеждают и недуги, и родительское недоверие.
Специально для этого фильма была написана ставшая популярной песня «Эх, хорошо в стране советской жить!».

## В ролях
| Актёр                | Роль                                      |
| -------------------- | ----------------------------------------- |
| Марк Тайманов        | Янка                                      |
| Боря Васильев        | Владик                                    |
| Владимир Гардин      | профессор, музыкальный педагог, отец Янки |
| Александр Лариков    | отец Владика                              |
| Анатолий Королькевич | дирижёр                                   |
| Людмила Шабалина     |                                           |
| Исаак Шварц          |                                           |
| Александр Мельников  | проводник                                 |
| Мирон Полякин        | знаменитый скрипач                        |

## Съёмочная группа
- Автор сценария: Борис Старшев (Пхор)
- Режиссёры: Владимир Шмидтгоф, Михаил Гавронский
- Операторы: В. Горелик, А. Роговский, Л. Фунштейн
- Композитор: Исаак Дунаевский
- Художники: Виктор Савостин, В. Первунин

## О фильме
Успех фильма был обусловлен талантливым использованием пропагандистских клише 30-х годов: канон соцреализма с его упрощенной картиной мира оказался созвучен детскому сюжету фильма, жесткие реалии советской жизни (шпиономания, поиск врагов) в фильме психотерапевтически смягчены, а образы советских чиновников сыграны с долей самоиронии. Одновременно фильм не нарушает официального канона - Москва показана в центре сюжета, в то время как Беларусь можно спутать с любой другой советской окраиной, а в финальной триумфальной сцене над головами героев висит портрет Сталина.
- Дата выхода на экраны: 23 марта 1937 года.
- На роль талантливого мальчика-скрипача был приглашён тогда 10-летний музыкант Марк Тайманов, будущий известный пианист и шахматист. Его партнёрами по фильму были не только драматические актёры, но и настоящие музыканты — в картине снимался известный скрипач Мирон Полякин, в то время профессор Московской консерватории. Шахматистом Тайманов стал отчасти благодаря успеху фильма – его пригласили открыть дом пионеров и предложили выбрать место в любом кружке – он выбрал шахматный.[4]
- Фильм пользовался огромным успехом и демонстрировался за рубежом. По данным Инторгкино, его кассовые сборы, в том числе валютные, оказались наравне[источник не указан 4847 дней] со сборами от фильма «Чапаев», признанного одним из рекордсменов кассы.
- По популярности фильм уступал только "Чапаеву".[4]
- В течение шести недель фильм «Концерт Бетховена» с аншлагом демонстрировался на Бродвее (Нью-Йорк, США)[источник не указан 4847 дней].
- Из наград: Почётный диплом выставки в Париже (Франция, 1937 год).[4]